# Busto di Federico II
Busto di Federico II è una scultura di autore ignoto, realizzata nella prima metà del XIII secolo e situata nel Museo civico di Barletta.
Che si tratti di un ritratto di Federico II non è del tutto certo, ma se così fosse sarebbe il primo ritratto successivo all'età classica pervenuto a noi.

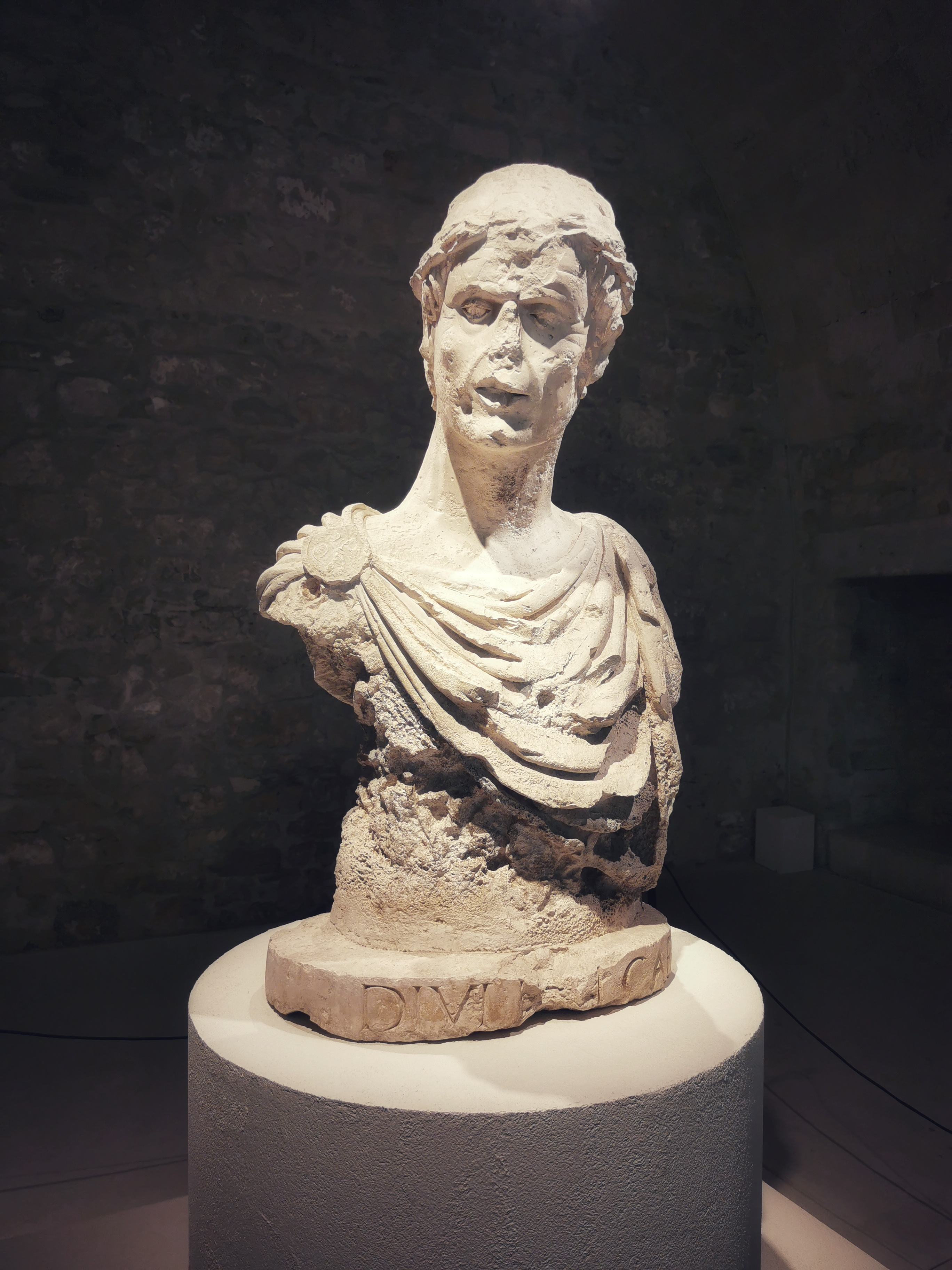
Il busto conservato presso il Museo civico di Barletta

## Descrizione

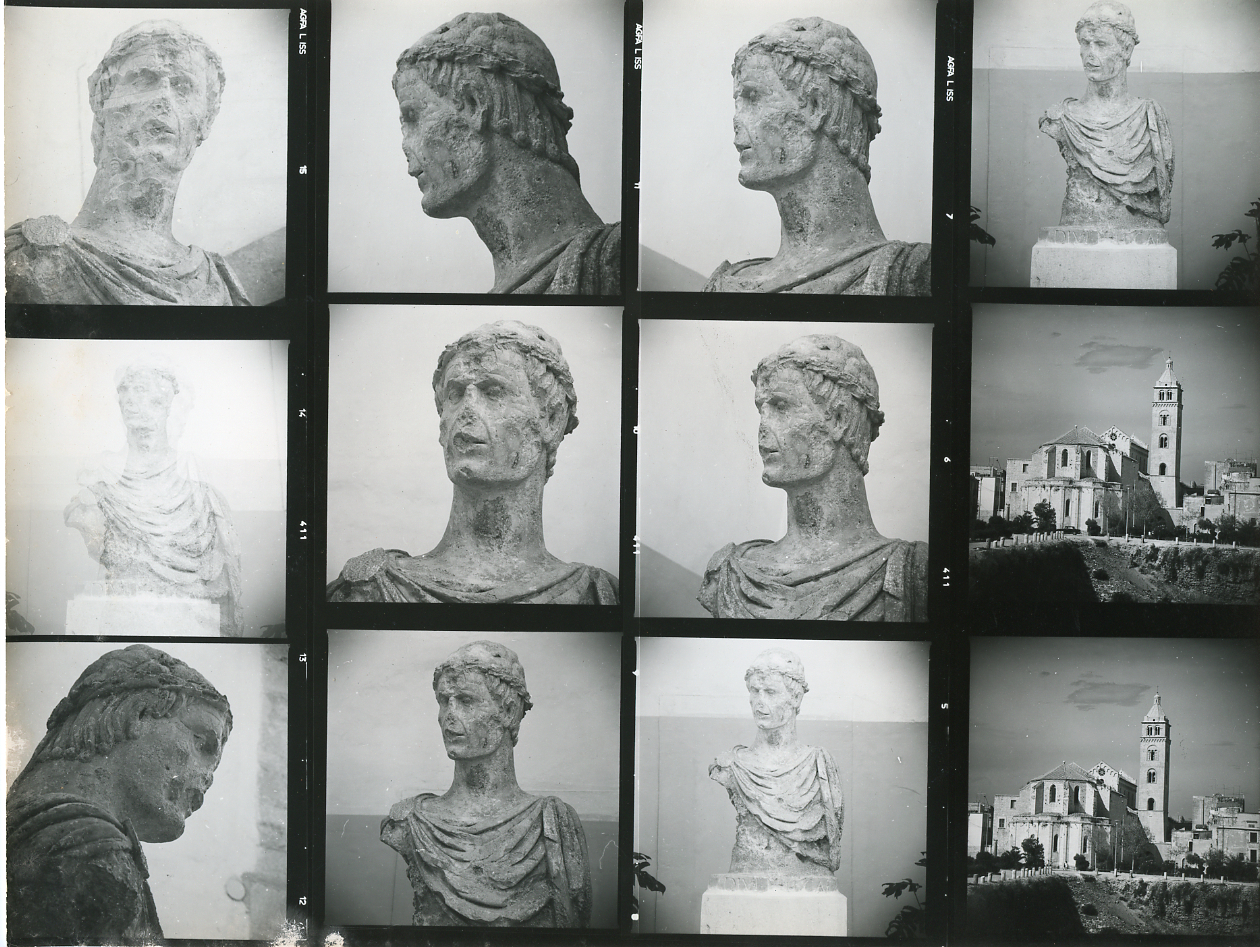
La scultura ripresa da vari punti di vista, in un provino di Paolo Monti.

Questo busto è un esempio scultoreo della propaganda di Federico II di Svevia, in linea con la sua passione per il mondo romano e gli ideali classici.
L'imperatore è quindi raffigurato con una clamide indosso, fermata da una fibula sulla spalla destra. Il panneggio della veste imperiale riprende il modello antico nella naturalezza con cui le pieghe si distribuiscono. Il volto è leggermente ruotato verso destra e per i suoi lineamenti riprende un'analiticità realistica che non veniva praticata da secoli.
I capelli sono distribuiti in ciocche distinte, che riprendono le capigliature della statue auliche scolpite in età augustea e identificavano proprio il sovrano. Altro riferimento alla dignità d'imperatore e al mondo antico è la corona d'alloro che cinge il capo del sovrano.